# Нтчеу
Нтчеу е една от 28-те области на Малави. Разположена е в централния регион на страната и граничи с Мозамбик. Столицата на областта е град Нтчеу, площта е 3251 км², а населението (по преброяване от септември 2018 г.) е 659 608 души.
Нтчеу е известна с производството на зеленчуци като зеле, домати, картофи и др. Хората, пътуващи между двата най-големи града на Малави – Лилонгве и Блантайр, винаги правят спирка тук, за да купят от зеленчуците.